# Bobby Clarke
Robert Earle „Bobby“ Clarke (* 13. August 1949 in Flin Flon, Manitoba) ist ein ehemaliger kanadischer Eishockeyspieler, der von 1969 bis 1984 für die Philadelphia Flyers in der National Hockey League spielte. Zudem war er von 1984 bis 2006 General Manager der Philadelphia Flyers, Florida Panthers und Minnesota North Stars.

## Karriere

### Als Spieler
Als Sohn eines Minenarbeiters und einer Kaufhauskassiererin wuchs Robert „Bobby“ Clarke auf dem Land, in der Mittelschicht auf. Sein Talent und sein Können waren nicht mehr als ordentliches NHL Niveau. Seit seinem 15. Lebensjahr litt er unter Diabetes. Nicht zuletzt deshalb waren die NHL-Teams beim NHL Amateur Draft 1969 skeptisch und zurückhaltend. Als die Flyers in der Mitte der zweiten Runde erneut an der Reihe waren, brüllte der Scout Gerry Melnyk den Präsidenten Ed Snider an: „Du musst ihn nehmen.“ Snider holte mit dem 17ten Draftpick Bobby Clarke und schlug damit den Weg zum Stanley-Cup-Sieg ein. Clarkes Herz und seine Willenskraft brachten ihn als Spieler und das Team, in dem er spielte, an die Ligaspitze. 1972 lehnte er es ab, sich durch einen Agenten vertreten zu lassen und vereinbarte per Handschlag einen Vertrag über $120.000. Mit Gründung der WHA im selben Jahr stiegen die Gehälter deutlich und Clarke hatte Angebote, mit denen er doppelt so viel hätte verdienen können; doch er dachte nicht daran, sein gegebenes Wort zu brechen. Ebenfalls in diesem Sommer kam es zur Summit Series 1972 zwischen Kanada und der UdSSR. Walerie Charlamow führte die Kanadier vor und der Coach John Ferguson meinte: „Jemand muss ihn stoppen!“ Mit einem Stockschlag brach Clarke Charlamows Fußgelenk und beförderte ihn aus der Serie. Später meinte er dazu: „Es ist nichts, worauf ich besonders stolz bin, aber ich schäme mich auch nicht dafür.“ 1974 und 1975 führte er die Philadelphia Flyers zu zwei Stanley Cup Siegen. Nach der Zeit der „Original Six“ waren die Flyers das erste neue Team, das den Cup gewinnen konnte. Bei einer Umfrage zu Clarkes aktiver Zeit meinten die Trainer er wäre in der NHL, der beste Unterzahlspieler, beste Checker, der beste beim Bully, der härteste Arbeiter und der beste Teamführer, vor allem aber war der Spieler den die Trainer am liebsten in ihrem Team hätten.
1987 wurde er mit der Aufnahme in die Hockey Hall of Fame geehrt.

### Als Manager
Direkt nach seinem Karriereende im Sommer 1984 wurde er zum General Manager und Vize-Präsident der Philadelphia Flyers ernannt und blieb bis 1990. In dieser Zeit erreichte die Mannschaft zweimal das Stanley-Cup-Finale, verpasste aber 1989/90 die Playoffs. Im Juni 1990 wurde er von den Minnesota North Stars verpflichtet und nahm dort ebenfalls die Posten des General Managers und des Vize-Präsidenten ein. Unter seiner Führung erreichten die North Stars gleich in der Saison 1990/91 das Finale um den Stanley Cup.
Nach zwei Jahren in Minnesota kehrte er als Senior Vize-Präsident in die Organisation der Flyers zurück, verließ sie jedoch wieder im Frühjahr 1993 um General Manager und Vize-Präsident der Florida Panthers zu werden. Doch nach nur einem Jahr ging er wieder zu den Philadelphia Flyers und übernahm wieder den Posten als General Manager sowie als Präsident.
1997 erreichten die Flyers unter seiner Leitung bereits zum dritten Mal das Stanley-Cup-Finale, mussten sich jedoch erneut geschlagen geben. In den folgenden Jahren musste Clarke massive Kritik auf Grund des ausbleibenden großen Erfolgs und Personalentscheidungen einstecken. Nachdem Ausscheiden im Finale 1997 folgten in den nächsten fünf Jahren insgesamt sechs Trainerentlassungen. Außerdem kam es zu Auseinandersetzungen zwischen ihm und Mannschaftskapitän Eric Lindros, die in einem Streik des Spielers während der gesamten Saison 2000/01 gipfelten. Zudem überstanden die Flyers von 1998 bis 2002 nur einmal die erste Runde der Playoffs.
Nach dem Ausscheiden in der ersten Runde der Playoffs in der Saison 2005/06 wurde die Kritik gegen Clarke immer heftiger. Zwar hatte er mit Peter Forsberg im Sommer 2005 eine gute Verstärkung verpflichtet, doch die Verpflichtungen der körperlich starken aber langsamen Verteidiger Mike Rathje und Derian Hatcher und deren langfristigen Verträge setzten Clarke weiter unter Druck. Nach einem missglückten Start in die nächste Saison trat er schließlich von seinem Amt als General Manager zurück.
Bobby Clarke wurde für seine 19-jährige Amtszeit in Philadelphia besonders gelobt, dass er eine Mannschaft zusammengestellt hat, die regelmäßig zu den Favoriten um den Stanley Cup gehörten und in den regulären Saisons 714 von 1356 Spielen gewinnen konnten. Jedoch konnte die Mannschaft in den Playoffs nie den großen Erfolg erreichen und blieb oft hinter den Erwartungen zurück.
Auch international war Bobby Clarke als General Manager aktiv. 1984 und 1991 war er als einer von vier Assistenztrainern für die kanadische Nationalmannschaft beim Canada Cup verantwortlich, der beide Male gewonnen werden konnte. 1998 war er zudem General Manager von Team Canada bei den Olympischen Winterspielen in Nagano. Doch auch dort sah er sich Kritik ausgesetzt, als er den unbekannteren Rob Zamuner dem erfahrenen Mark Messier vorzog und seinen 24-jährigen Schützling Eric Lindros von den Flyers zum Mannschaftskapitän ernannte und somit die Veterane Wayne Gretzky, Steve Yzerman und Ray Bourque überging.

## Karrierestatistik

### International
| Vertrat Kanada bei: - Summit Series 1972 - Canada Cup 1976 - Weltmeisterschaft 1982 | Vertrat die National Hockey League bei: - Challenge Cup 1979 |

(Legende zur Spielerstatistik: Sp oder GP = absolvierte Spiele; T oder G = erzielte Tore; V oder A = erzielte Assists; Pkt oder Pts = erzielte Scorerpunkte; SM oder PIM = erhaltene Strafminuten; +/− = Plus/Minus-Bilanz; PP = erzielte Überzahltore; SH = erzielte Unterzahltore; GW = erzielte Siegtore; 1 Play-downs/Relegation; Kursiv: Statistik nicht vollständig)

## Erfolge und Auszeichnungen
| - 1968 Brownridge Trophy - 1968 WCHL First All-Star Team - 1969 President’s-Cup-Gewinn mit den Flin Flon Bombers - 1969 WCHL Player of the Year - 1969 Brownridge Trophy - 1969 WCHL First All-Star Team - 1970 Teilnahme am NHL All-Star Game - 1971 Teilnahme am NHL All-Star Game - 1972 Teilnahme am NHL All-Star Game - 1972 Bill Masterton Memorial Trophy - 1973 Teilnahme am NHL All-Star Game - 1973 Hart Memorial Trophy - 1973 NHL Second All-Star Team - 1974 Teilnahme am NHL All-Star Game - 1974 Stanley-Cup-Gewinn mit den Philadelphia Flyers - 1974 Lester B. Pearson Award - 1974 NHL Second All-Star Team | - 1975 Teilnahme am NHL All-Star Game - 1975 Stanley-Cup-Gewinn mit den Philadelphia Flyers - 1975 Hart Memorial Trophy - 1975 NHL First All-Star Team - 1975 Lionel Conacher Award - 1975 Lou Marsh Trophy - 1976 Führender der NHL-Plus/Minus-Wertung - 1976 Hart Memorial Trophy - 1976 NHL First All-Star Team - 1977 Teilnahme am NHL All-Star Game - 1978 Teilnahme am NHL All-Star Game - 1979 Teilnahme am Challenge Cup - 1980 Lester Patrick Trophy - 1983 Frank J. Selke Trophy - 1987 Aufnahme in die Hockey Hall of Fame - 1994 Officer of the Order of Canada - 2005 Aufnahme in die Canada’s Sports Hall of Fame |

### International
- 1976 Goldmedaille beim Canada Cup
- 1982 Bronzemedaille bei der Weltmeisterschaft
- 2024 Benennung eines Asteroiden nach ihm: (161661) Bobbyclarke